# Damernas singelsculler i rodd vid olympiska sommarspelen 2008
Damernas singelsculler i rodd vid olympiska sommarspelen 2008 avgjordes mellan den 9 och 16 augusti 2008.

## Medaljörer
| Gren          | Guld                  | Silver                  | Brons                   |
| Singelsculler | Rumjana Nejkova (BUL) | Michelle Guerette (USA) | Ekaterina Karsten (BLR) |

## Resultat

### Heat

#### Heat 1
| Placering | Roddare         | Land      | Tid     | Noteringar |
| --------- | --------------- | --------- | ------- | ---------- |
| 1         | Zhang Xiuyun    | Kina      | 7:38,16 | Q          |
| 2         | Julia Michalska | Polen     | 7:41,16 | Q          |
| 3         | Sophie Balmary  | Frankrike | 7:47,37 | Q          |
| 4         | Gabriela Best   | Argentina | 7:58,60 | Q          |
| 5         | Soraya Jadue    | Chile     | 8:04,08 | Q          |

#### Heat 2
| Placering | Roddare          | Land        | Tid     | Noteringar |
| --------- | ---------------- | ----------- | ------- | ---------- |
| 1         | Emma Twigg       | Nya Zeeland | 7:45,18 | Q          |
| 2         | Iva Obradović    | Serbien     | 7:49,13 | Q          |
| 3         | Nuria Domínguez  | Spanien     | 7:58,03 | Q          |
| 4         | Fabiana Beltrame | Brasilien   | 8:08,84 | Q          |
| 5         | Lee Ka Man       | Hongkong    | 8:23,02 | Q          |

#### Heat 3
| Placering | Roddare           | Land      | Tid     | Noteringar |
| --------- | ----------------- | --------- | ------- | ---------- |
| 1         | Ekaterina Karsten | Belarus   | 7:40,03 | Q          |
| 2         | Michelle Guerette | USA       | 7:49,14 | Q          |
| 3         | Shin Yeong-Eun    | Sydkorea  | 8:17,40 | Q          |
| 4         | Inga Dudtjenko    | Kazakstan | 8:28,24 | Q          |

#### Heat 4
| Placering | Roddare         | Land      | Tid     | Noteringar |
| --------- | --------------- | --------- | ------- | ---------- |
| 1         | Rumjana Nejkova | Bulgarien | 7:56,07 | Q          |
| 2         | Mayra González  | Kuba      | 8:07,22 | Q          |
| 3         | Rika Geyser     | Sydafrika | 8:20,26 | Q          |
| 4         | Latt Shwe Zin   | Myanmar   | 8:42,23 | Q          |

#### Heat 5
| Placering | Roddare            | Land        | Tid     | Noteringar |
| --------- | ------------------ | ----------- | ------- | ---------- |
| 1         | Gabriella Bascelli | Italien     | 7:43,67 | Q          |
| 2         | Pippa Savage       | Australien  | 7:57,95 | Q          |
| 3         | Camila Vargas      | El Salvador | 8:32,06 | Q          |
| 4         | Homa Hosseini      | Iran        | 9:02,12 | FE         |

#### Heat 6
| Placering | Roddare            | Land     | Tid     | Noteringar |
| --------- | ------------------ | -------- | ------- | ---------- |
| 1         | Miroslava Knapková | Tjeckien | 7:51,56 | Q          |
| 2         | Frida Svensson     | Sverige  | 7:56,39 | Q          |
| 3         | Elana Hill         | Zimbabwe | 8:35,53 | Q          |
| 4         | Heba Ahmed         | Egypten  | 8:46,96 | FE         |

### Kvartsfinaler

#### Kvartsfinal 1
| Placering | Roddare            | Land      | Tid     | Noteringar |
| --------- | ------------------ | --------- | ------- | ---------- |
| 1         | Michelle Guerette  | USA       | 7:28,91 | SA/B       |
| 2         | Julia Michalska    | Polen     | 7:31,90 | SA/B       |
| 3         | Gabriella Bascelli | Italien   | 7:36,68 | SA/B       |
| 4         | Nuria Domínguez    | Spanien   | 7:49,60 | SC/D       |
| 5         | Inga Dudtjenko     | Kazakstan | 8:15,88 | SC/D       |
| 6         | Elana Hill         | Zimbabwe  | 8:20,84 | SC/D       |

#### Kvartsfinal 2
| Placering | Roddare            | Land        | Tid     | Noteringar |
| --------- | ------------------ | ----------- | ------- | ---------- |
| 1         | Miroslava Knapková | Tjeckien    | 7:30,33 | SA/B       |
| 2         | Sophie Balmary     | Frankrike   | 7:37,01 | SA/B       |
| 3         | Iva Obradović      | Serbien     | 7:39,16 | SA/B       |
| 4         | Mayra González     | Kuba        | 7:45,75 | SC/D       |
| 5         | Camila Vargas      | El Salvador | 8:11,79 | SC/D       |
| 6         | Latt Shwe Zin      | Myanmar     | 8:17,76 | SC/D       |

#### Kvartsfinal 3
| Placering | Roddare          | Land       | Tid     | Noteringar |
| --------- | ---------------- | ---------- | ------- | ---------- |
| 1         | Rumjana Nejkova  | Bulgarien  | 7:22,37 | SA/B       |
| 2         | Zhang Xiuyun     | Kina       | 7:23,30 | SA/B       |
| 3         | Pippa Savage     | Australien | 7:34,03 | SA/B       |
| 4         | Soraya Jadue     | Chile      | 7:51,52 | SC/D       |
| 5         | Fabiana Beltrame | Brasilien  | 7:52,65 | SC/D       |
| 6         | Shin Yeong-Eun   | Sydkorea   | 7:58,71 | SC/D       |

#### Kvartsfinal 4
| Placering | Roddare           | Land        | Tid     | Noteringar |
| --------- | ----------------- | ----------- | ------- | ---------- |
| 1         | Ekaterina Karsten | Belarus     | 7:25,74 | SA/B       |
| 2         | Frida Svensson    | Sverige     | 7:29,29 | SA/B       |
| 3         | Emma Twigg        | Nya Zeeland | 7:34,24 | SA/B       |
| 4         | Rika Geyser       | Sydafrika   | 7:44,14 | SC/D       |
| 5         | Gabriela Best     | Argentina   | 7:46,45 | SC/D       |
| 6         | Lee Ka Man        | Hongkong    | 8:04,68 | SC/D       |

### Semifinaler C/D

#### Semifinal C/D 1
| Placering | Roddare          | Land      | Tid     | Noteringar |
| --------- | ---------------- | --------- | ------- | ---------- |
| 1         | Mayra González   | Kuba      | 8:02,10 | FC         |
| 2         | Nuria Domínguez  | Spanien   | 8:03,61 | FC         |
| 3         | Gabriela Best    | Argentina | 8:09,61 | FC         |
| 4         | Fabiana Beltrame | Brasilien | 8:13,01 | FD         |
| 5         | Shin Yeong-Eun   | Sydkorea  | 8:23,62 | FD         |
| 6         | Elana Hill       | Zimbabwe  | 8:34,27 | FE         |

#### Semifinal C/D 2
| Placering | Roddare        | Land        | Tid     | Noteringar |
| --------- | -------------- | ----------- | ------- | ---------- |
| 1         | Rika Geyser    | Sydafrika   | 7:59,67 | FC         |
| 2         | Soraya Jadue   | Chile       | 8:13,67 | FC         |
| 3         | Inga Dudtjenko | Kazakstan   | 8:16,95 | FC         |
| 4         | Camila Vargas  | El Salvador | 8:22,35 | FD         |
| 5         | Latt Shwe Zin  | Myanmar     | 8:24,23 | FD         |
| 6         | Lee Ka Man     | Hongkong    | 8:30,80 | FE         |

### Semifinal A/B

#### Semifinal A/B 1
| Placering | Roddare            | Land       | Tid     | Noteringar |
| --------- | ------------------ | ---------- | ------- | ---------- |
| 1         | Zhang Xiuyun       | Kina       | 7:31,33 | FA         |
| 2         | Michelle Guerette  | USA        | 7:35,69 | FA         |
| 3         | Miroslava Knapková | Tjeckien   | 7:38,14 | FA         |
| 4         | Gabriella Bascelli | Italien    | 7:42,10 | FB         |
| 5         | Pippa Savage       | Australien | 7:43,98 | FB         |
| 6         | Frida Svensson     | Sverige    | 7:46,38 | FB         |

#### Semifinal A/B 2
| Placering | Roddare           | Land        | Tid     | Noteringar |
| --------- | ----------------- | ----------- | ------- | ---------- |
| 1         | Ekaterina Karsten | Belarus     | 7:32,86 | FA         |
| 2         | Rumjana Nejkova   | Bulgarien   | 7:33,29 | FA         |
| 3         | Julia Michalska   | Polen       | 7:38,04 | FA         |
| 4         | Emma Twigg        | Nya Zeeland | 7:38,09 | FB         |
| 5         | Iva Obradović     | Serbien     | 7:52,39 | FB         |
| 6         | Sophie Balmary    | Frankrike   | 7:56,73 | FB         |

### Finaler

#### Final E
| Placering | Roddare       | Land     | Tid     | Noteringar |
| --------- | ------------- | -------- | ------- | ---------- |
| 1         | Lee Ka Man    | Hongkong | 7:56,07 |            |
| 2         | Heba Ahmed    | Egypten  | 8:07,10 |            |
| 3         | Elana Hill    | Zimbabwe | 8:09,94 |            |
| 4         | Homa Hosseini | Iran     | 8:18,20 |            |

#### Final D
| Placering | Roddare          | Land        | Tid     | Noteringar |
| --------- | ---------------- | ----------- | ------- | ---------- |
| 1         | Fabiana Beltrame | Brasilien   | 7:43,04 |            |
| 2         | Shin Yeong-Eun   | Sydkorea    | 7:48,31 |            |
| 3         | Latt Shwe Zin    | Myanmar     | 8:00,05 |            |
| 4         | Camila Vargas    | El Salvador | 8:02,91 |            |

#### Final C
| Placering | Roddare         | Land      | Tid     | Noteringar |
| --------- | --------------- | --------- | ------- | ---------- |
| 1         | Rika Geyser     | Sydafrika | 7:35,06 |            |
| 2         | Nuria Domínguez | Spanien   | 7:36,12 |            |
| 3         | Mayra González  | Kuba      | 7:42,68 |            |
| 4         | Gabriela Best   | Argentina | 7:45,21 |            |
| 5         | Soraya Jadue    | Chile     | 7:48,35 |            |
| 6         | Inga Dudtjenko  | Kazakstan | 8:16,09 |            |

#### Final B
| Placering | Roddare            | Land        | Tid     | Noteringar |
| --------- | ------------------ | ----------- | ------- | ---------- |
| 1         | Frida Svensson     | Sverige     | 7:48,19 |            |
| 2         | Gabriella Bascelli | Italien     | 7:48,91 |            |
| 3         | Emma Twigg         | Nya Zeeland | 7:51,63 |            |
| 4         | Pippa Savage       | Australien  | 7:53,43 |            |
| 5         | Iva Obradović      | Serbien     | 7:53,83 |            |
| 6         | Sophie Balmary     | Frankrike   | 7:58,88 |            |

#### Final A
| Placering | Roddare            | Land      | Tid     | Noteringar |
| --------- | ------------------ | --------- | ------- | ---------- |
|           | Rumjana Nejkova    | Bulgarien | 7:22,34 |            |
|           | Michelle Guerette  | USA       | 7:22,78 |            |
|           | Ekaterina Karsten  | Belarus   | 7:23,98 |            |
| 4         | Zhang Xiuyun       | Kina      | 7:25,48 |            |
| 5         | Miroslava Knapková | Tjeckien  | 7:35,52 |            |
| 6         | Julia Michalska    | Polen     | 7:43,44 |            |